# Spinaria hyalinata
Spinaria hyalinata är en stekelart som beskrevs av Van Achterberg 2007. Spinaria hyalinata ingår i släktet Spinaria och familjen bracksteklar. Inga underarter finns listade i Catalogue of Life.